# Fluvicola nengeta
Fluvicola nengeta là một loài chim trong họ Tyrannidae.

## Hình ảnh

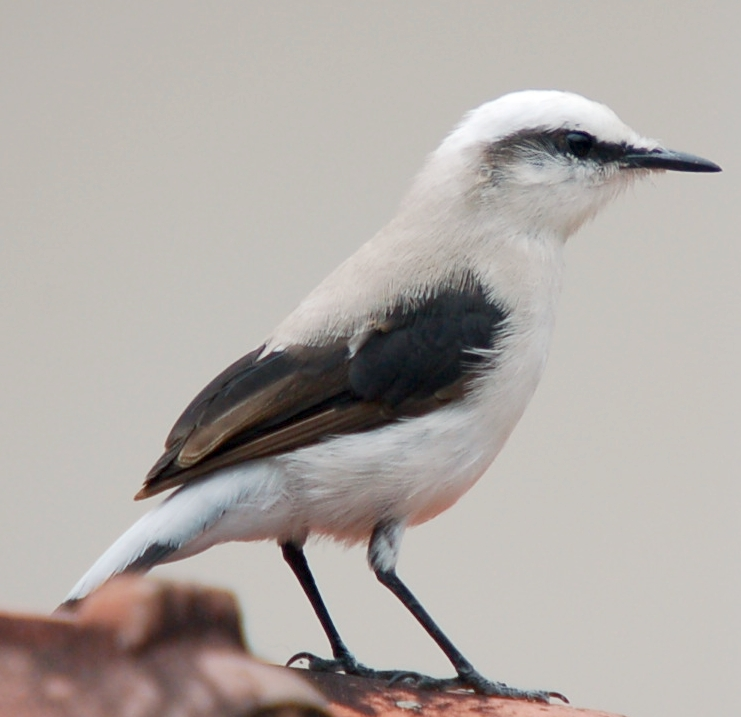
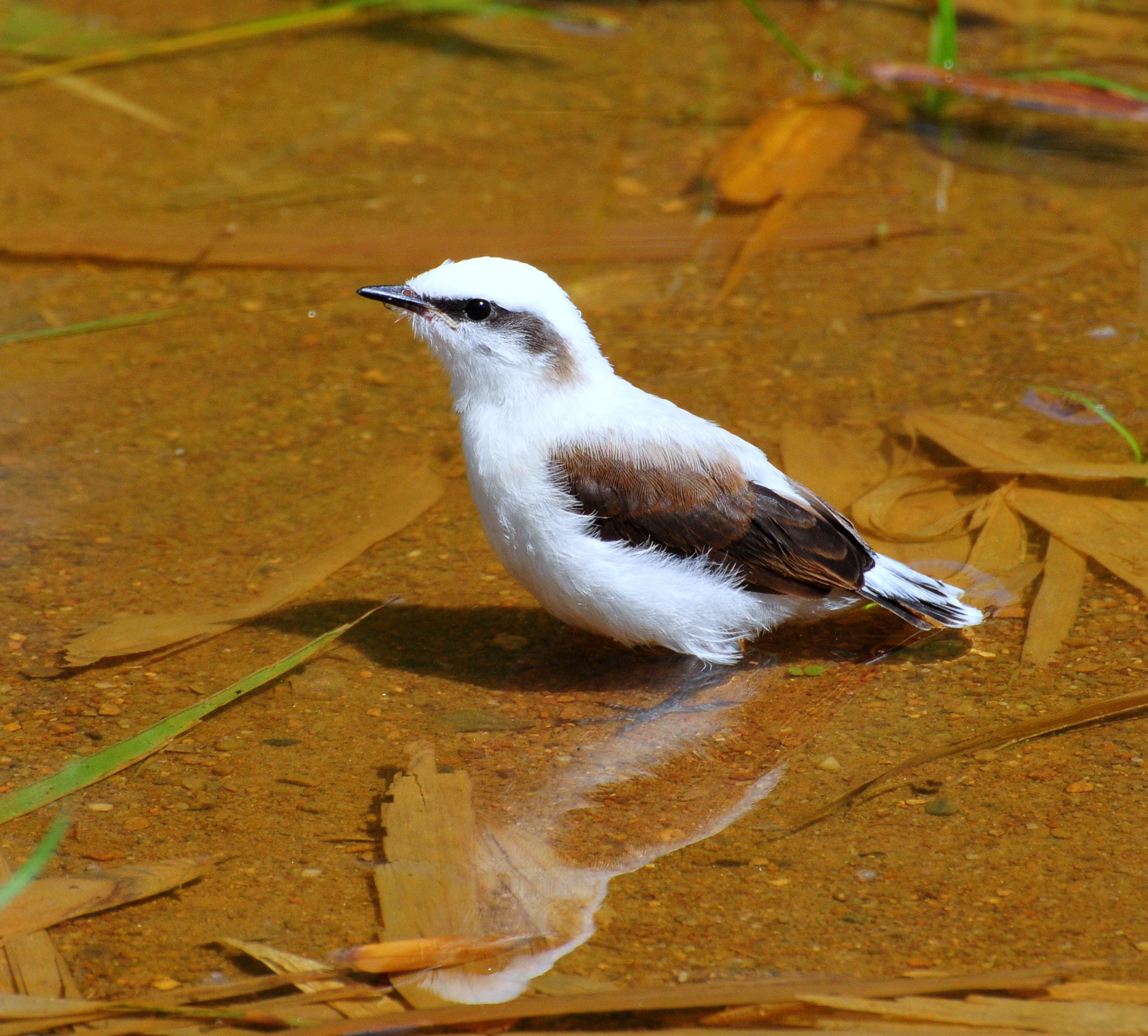
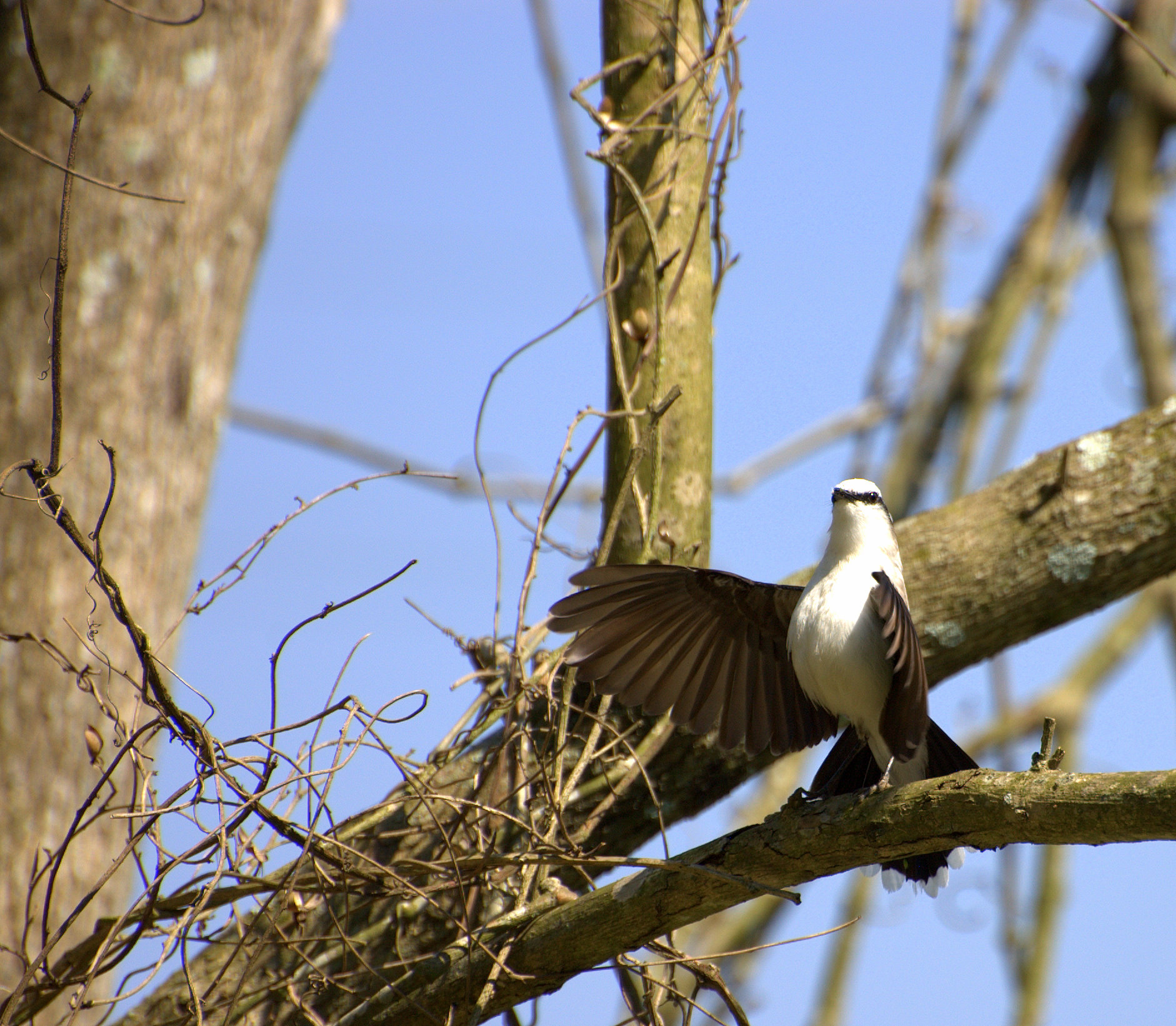
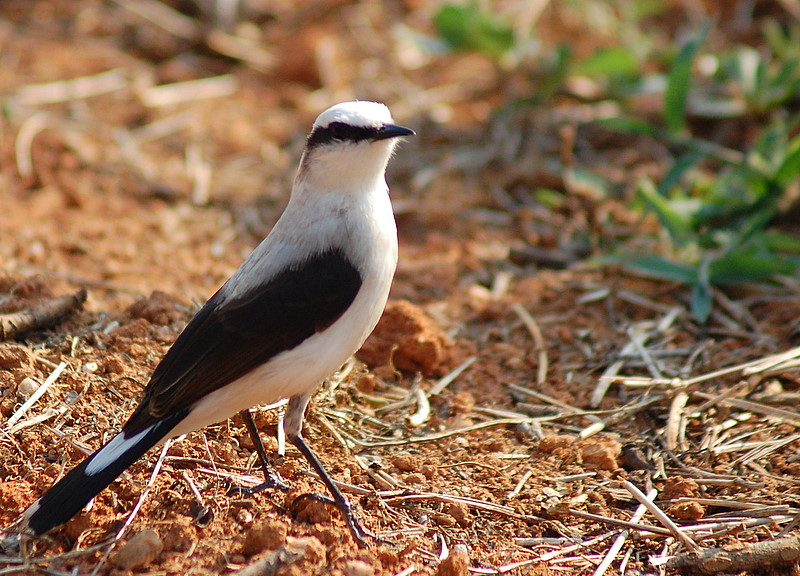